# Хурлинг
Хурлинг (ир. iománaíocht, iomáint) је мушки тимски спорт на отвореном који потиче из древне келтске историје. Први писани подаци о хурлингу су из 1272. п. н. е. Женска верзија овог спорта назива се камоги (ир. camógaíocht). Кровна организација хурлинга је Галска атлетска асоцијација.
Хурлинг је 2018. године уврштен на Унескову репрезентативну листу нематеријалног културног наслеђа човечанства.

## Опис игре
Хурлинг је игра коју играју два тима од по 15 играча. Игра се на травнатом правоугаоном терену са головима на обе стране. У игри се користе дрвене палице које се називају хурлији и лопта која се назива слиотар. Играчи обавезно носе заштитне кациге. Основни циљ игре је постићи погодак убацивањем лопте у гол (испод пречке) што доноси три бода или пребацивањем пречке што се бодује једним бодом. Слиотар може да се узме у руку и тако носи, али је у том случају број корака ограничен на четири. Побеђује екипа која на крају утакмице има више бодова. Сениорске међуокружне утакмице трају 70 минута (2 полувремена по 35 минута), а све остале утакмице 60 минута (2 полувремена по 30 минута).

## Занимљивости
Хурлинг је један од најпопуларнијих спортова у Ирској, а међуокружно финале које се традиционално одржава на највећем стадиону у Даблину на Дан светог Патрика окупи и до 85.000 гледалаца.
Организација Галске хурлинг лиге је и даље аматерска. Не постоје професионални клубови, нема менаџера, а играчи су таксисти, банкари или нека друга занимања. Могу да играју само за округе у којима живе, а ако пређу у друго место да раде, да би наступали за други округ потребна је посебна дозвола.